# Adam Ariel
Adam Ariel (in ebraico אדם אריאל‎?; Gerusalemme, 10 dicembre 1994) è un cestista israeliano.

## Palmarès
- Campionato israeliano: 1

Hapoel Gerusalemme: 2014-15
- Coppa di Lega israeliana: 2

Hapoel Gerusalemme: 2014
Maccabi Rishon LeZion: 2018